# Saman Arastoo
Saman Arastoo (en persan : سامان ارسطو) est un acteur et réalisateur iranien né Farzaneh Arastoo,
en 1967 à Shahrud, Iran. Il joue dans le drame Abadan (en) en 2003 avant sa transition de genre et met en scène des pièces de théâtre sur le thème de l'acceptation des personnes transgenres dans la société iranienne.

## Biographie
Saman Arastoo naît en 1967 à Shahroud.
Quand Arastoo comprend qu'il est transgenre, il décide de devenir un artiste renommé sous son identité féminine avant de se lancer dans une transition de genre. Il fonde la compagnie de théâtre Avaye Divanegan en 1983,, écrivant sa première pièce de théâtre The Cell 18, la mettant en scène et y jouant un rôle en même temps.
En 1988, il devient membre du bureau de direction de l'association des arts de Shahrud et met en scène plusieurs pièces de théâtre dans cette ville jusqu'en 1991.
Arastoo décrit son premier mariage en 1991 comme un mariage forcé. Le mariage dure un jour, la procédure de divorce un an et demi. En parallèle, il enseigne la lecture et le théâtre dans des villages reculés. Il se rend régulièrement à Téhéran pour y suivre des formations théâtrales.
En 1996, il déménage à Téhéran et joue dans sa première pièce de théâtre de la capitale, Aṣḥāb kahf. La même année, il joue dans la série télévisée Sofreh Aghd.
En 2004, il joue dans le film The Command, réalisé par Massoud Kimiai ; Kimiai lui attribue le rôle d'une garde du corps, un rôle qui n'a jamais été joué par une femme en Iran jusque-là. De façon générale, Arastoo ne joue que des rôles originellement écrits pour des hommes, malgré son apparence féminine pré-transition.
En 2006, il commence une thérapie d'hormonosubstitution. Il met en scène une pièce lors de laquelle toutes les femmes sont vêtues comme des hommes. Au sein du festival mixte où la pièce est organisée, sa performance est réservée aux femmes : il proteste contre ce choix et obtient un important soutien médiatique jusqu'à pouvoir jouer une représentation dans le théâtre traditionnel local.
En 2008, à 41 ans, il passe par trois chirurgies de réattribution de genre en l'espace d'un mois. À la suite d'une large publicité autour de sa transition de genre, il devient une figure publique de la communauté transgenre iranienne,. Il perd tous ses rôles au cinéma, à la télévision et au théâtre, mais continue à mettre en scène ses propres projets.
En 2014, Arastoo décide de mettre en scène sa propre histoire et celle des personnes transgenres en Iran avec la pièce All you Know Me, qui sera jouée en 2015 au Théâtre de la maison d’art et de culture Fanous ainsi qu'au Théâtre de la Ville (Teatr-e Shahr) à Téhéran ,.
En 2015, Arastoo se remarie. La même année il organise des ateliers de thérapie par le théâtre pour les personnes transgenres,.